# Krzyżak dwubarwny
Krzyżak dwubarwny (Araneus marmoreus) – gatunek dużego pająka z rodziny krzyżakowatych (Araneidae). Występuje na terenie państwa holarktycznego.

## Morfologia
Krzyżak dwubarwny jest blisko spokrewniony z krzyżakiem ogrodowym (Araneus diadematus) i osiąga zbliżone rozmiary – duże samice dorastają do około 15 mm długości. Od A. diadematus odróżnia go kształt odwłoka – u krzyżaka dwubarwnego jest on najszerszy w połowie długości, a u ogrodowego w jednej trzeciej. Krzyżak dwubarwny występuje w dwóch odmianach barwnych – jedna ma odwłok jasnobrązowy, a druga żółty.

## Ekologia
Jest bardziej wilgociolubny od większości blisko spokrewnionych z nim pająków. Buduje duże koliste sieci na obrzeżach lasów i wilgotnych łąkach. Dnie spędza w sporządzonej z kawałków roślin i nici pajęczej kryjówce, znajdującej się nad pajęczyną. Sieć łowna jest połączona z kryjówką pająka nicią sygnalizacyjną, trzymaną przez krzyżaka przednimi odnóżami.

## Biologia
Podobnie jak inne pająki z rodziny krzyżakowatych Araneus marmoreus buduje sieci łowne. Sieć jest rozpinana niemal pionowo, składa się z 25–30 promieni. Kleistość nici wyprodukowanej przez pająka ważącego około 646 mg wynosi w temperaturze 23 °C 34,76±4,21 µN/mm. Samce dojrzewają od końca lipca do października, a samice od sierpnia do listopada.